# برنارد تاكبيتي
برنارد تاكبيتي (بالإنجليزية: Bernard Tekpetey)‏ (مواليد 30 سبتمبر 1997) هو لاعب كرة قدم غاني ، يلعب حاليًا لنادي شالكه 04 الألماني في مركزي الجناحين الأيمن والأيسر.

## مسيرته الكروية
لعب برنارد تاكبيتي خلال مسيرته الاحترافية مع 5 أندية في ستة مواسم وسجل خلالها 15 هدفًا ضمن 70 مباراة. ولم يفز بأي موسم بالكأس أو بالدوري.
خاض برنارد تاكبيتي مسيرته مع نادي شالكه 04 ب في موسم 2015–16 لمدة موسم واحد، مشاركًا في 16 مباراة سجل خلالها 4 أهداف. ثم انتقل إلى نادي شالكه 04 في موسم 2016–17 ولمدة موسمين، حيث شارك في 3 مباريات ولم يسجل أي هدف. لينتقل بعدها إلى نادي بادربورن 07 في موسم 2018–19 لمدة موسم واحد، مشاركًا في 32 مباراة سجل خلالها 10 أهداف. ثم انتقل إلى نادي فورتونا دوسلدورف في موسم 2019–20 لمدة موسم واحد، مشاركًا في 9 مباريات ولم يسجل أي هدف.

## روابط خارجية
- برنارد تاكبيتي على موقع الاتحاد الأوربي (الإنجليزية)
- برنارد تاكبيتي على موقع قاعدة بيانات كرة القدم.إي يو (الإنجليزية)
- برنارد تاكبيتي على موقع بيانات كرة القدم. دي إي (الألمانية)
- برنارد تاكبيتي على موقع ناشيونال فوتبول تيمز (الإنجليزية)
- برنارد تاكبيتي على موقع Soccerway.com (الإنجليزية)
- برنارد تاكبيتي على موقع عالم كرة القدم.نت (الإنجليزية)
- برنارد تاكبيتي على موقع AS.com (الإسبانية)